# Osiedle Kopernika (Stargard)
Osiedle Kopernika osiedle Stargardu, położone w centralnej części miasta, przy linii kolejowej do Szczecina. Osiedle zbudowane zostało w 1967 dla pracowników pobliskich ZNTK. 